# Roman Mýrtazaev
Roman Valer'evıch Mýrtazaev (in kazako Роман Вале́рьевич Муртазаев?; Karaganda, 10 settembre 1993) è un calciatore kazako, attaccante dell'Elimai e della nazionale kazaka.

## Palmarès

### Club

#### Competizioni nazionali
- Coppa del Kazakistan: 1

Shahter Qaraǵandy: 2013
- Campionato kazako: 3

Astana: 2017, 2018, 2019
- Supercoppa del Kazakistan: 2

Astana: 2018, 2019